# Sopa de aleta de tiburón

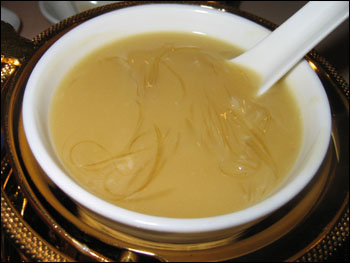
Sopa aleta de tiburón

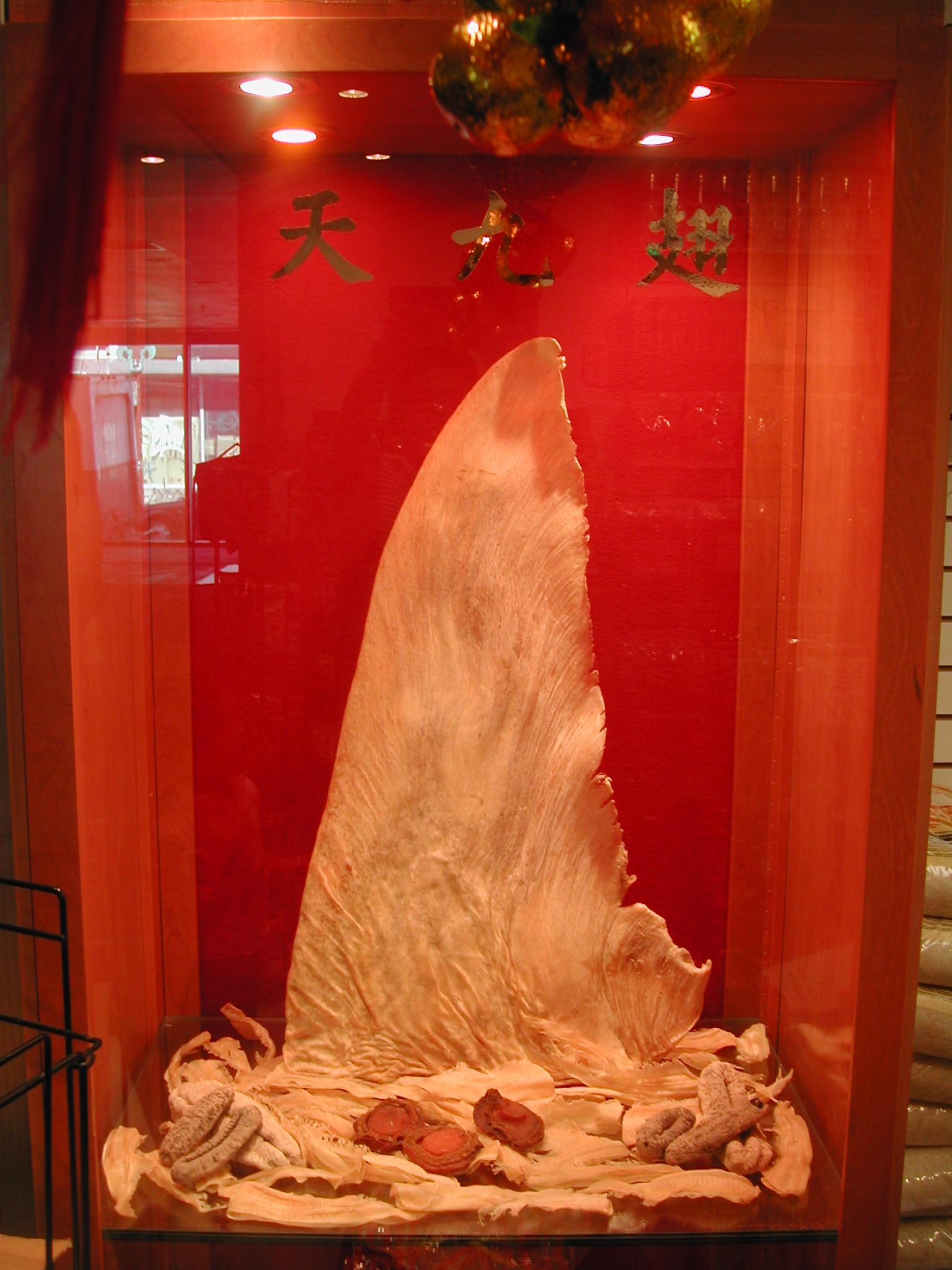
Una aleta de tiburón seca preparada para cocinar

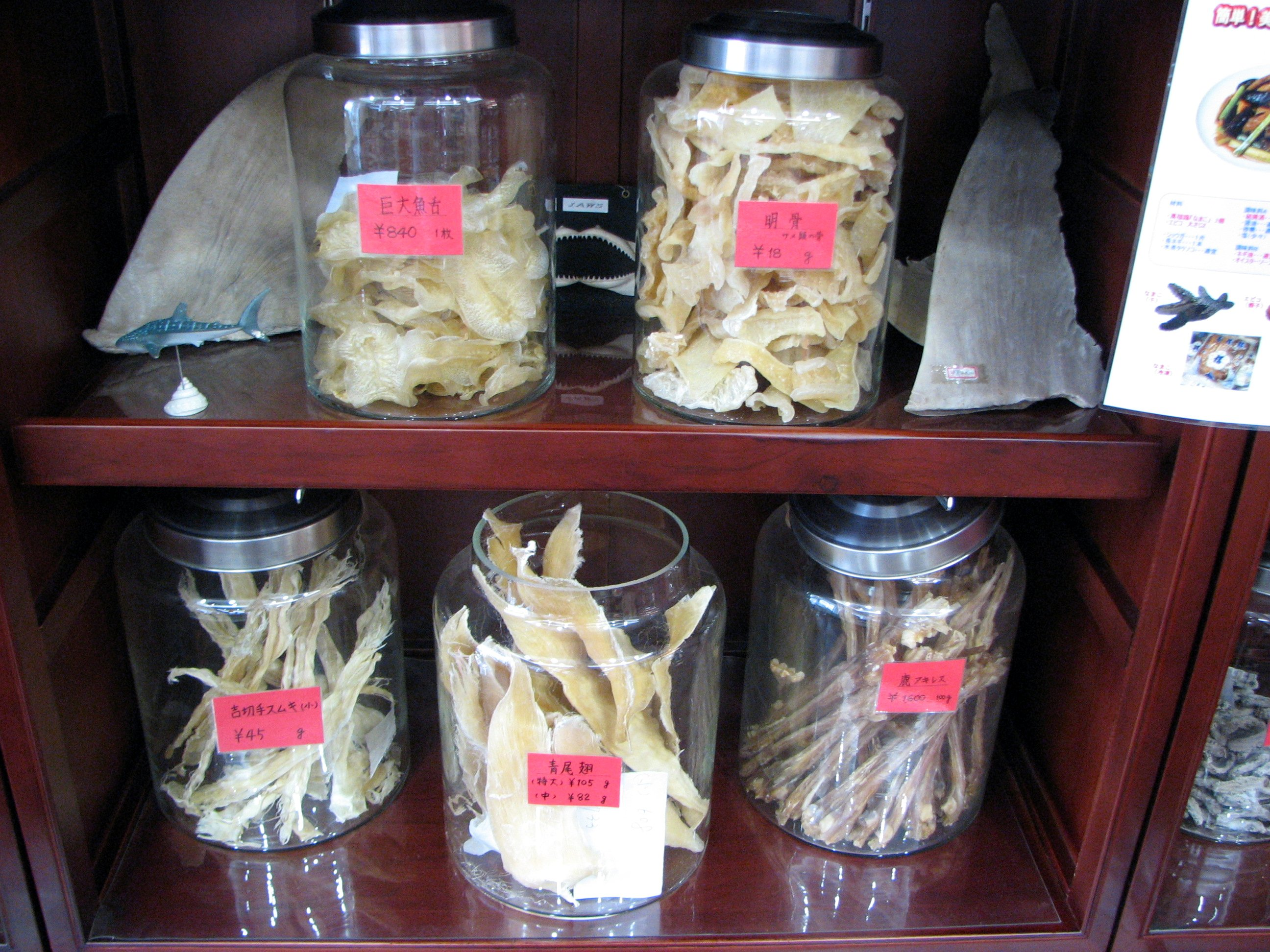
Aletas y otras partes de la anatomía del tiburón puestas a la venta en una farmacia japonesa

La sopa de aleta de tiburón (en chino simplificado, 鱼翅汤; en chino tradicional, 魚翅湯; pinyin, yúchì tāng) es una sopa considerada como una delicia china generalmente servida en las celebraciones festivas del país, así como en las ocasiones especiales tales como bodas y banquetes como símbolo de salud y prestigio.

## Características
La sopa genuina de aleta de tiburón se elabora con las aletas de tiburón. Las aletas se procesan antes de ser preparadas, se les quita la piel y posteriormente se les seca. Se suelen lavar antes con agua oxigenada para hacer su apariencia y color más atractivo. Las aletas de tiburón son las partes más cartilaginosas que corresponden tanto a las aletas pectorales como a la dorsales. Las aletas se comercializan de dos formas: secas o congeladas. Ambas necesitan ser remojadas antes de ser parte de la sopa. La versión congelada esta casi lista para ser usada y solo necesita de una hora previa de remojo. Existen dos tipos de formas secas: en tiras o en piezas enteras que requieren una mayor preparación.  Las aletas de tiburón en si son insípidas y de contenido nutritivo prácticamente nulo. Se valoran más por su textura que por su sabor.
Existe una imitación de esta sopa que se vende en latas y que se etiqueta como sopa de aleta de tiburón, pero en la lista de ingredientes no aparece la aleta. En su lugar se emplea las judías mung vermicelli que poseen la forma de las aletas de tiburón en tiras, aunque no es igual que la aleta genuina de tiburón, ni alcanza a tener su textura y color. Se sirve generalmente en caldo de pollo, con setas y cerdo para realzar la textura y el sabor.
Recientes estudios confirman que las aletas de tiburón así como otros productos procedentes de los escualos contienen cantidades muy elevadas de mercurio que en muchos casos superan ampliamente las cantidades permitidas para el consumo humano.[cita requerida] Los tiburones, debido a estar situados en la cúspide de la cadena trófica marina y a que son nadadores activos que a lo largo de su vida filtran millones de litros de agua a través de sus branquias, acumulan en sus organismos cantidades de mercurio  y otros metales pesados muy superiores a la de otros peces pelágicos. El mercurio es un metal pesado muy tóxico que se acumula en los organismos vivos y que no se elimina de forma natural. De hecho en los Estados Unidos y otros países está totalmente contraindicado el consumo de aletas de tiburón en niños y mujeres embarazadas por el riesgo de las malformaciones en el feto que comportan las elevadas cantidades de mercurio presentes en dichos productos.

## Mercado

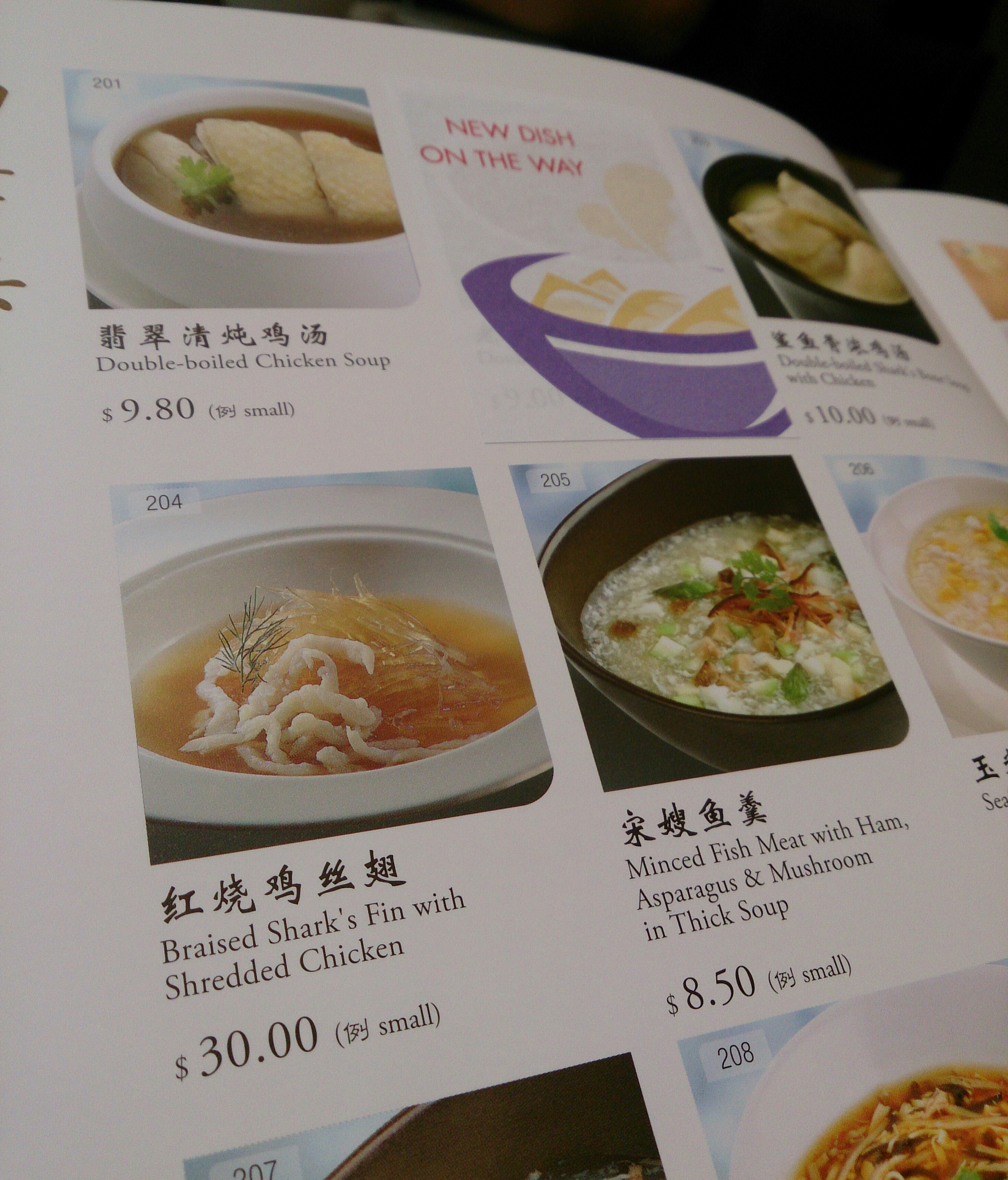
Aleta de tiburón en el menú

La sopa de aleta de tiburón es considerada una delicia muy popular en China, encuestas realizadas en el año 2006 a una población china revelaron que el 35% de los participantes afirmaban haber consumido sopa de aleta de tiburón en el último año. La tercera parte de las importaciones de aleta de tiburón proviene de Europa, siendo España el mayor exportador con diferencia que va desde 4000 a 5000 toneladas métricas al año. Noruega aporta solo 39 toneladas métricas al año.

## Impacto en la conservación de las especies
El aleteo de tiburones o finning (de la palabra inglesa fin ‘aleta’) consiste en cortar solo las aletas de los tiburones y lanzar el resto del animal al mar, sin siquiera acabar de matarlo para que no sufra, ya que sin aletas no pueden nadar y se hunden al fondo del mar, muriéndose ahogados y de dolor. Como la comercialización de las aletas es mucho más rentable económicamente, el resto del animal ni se embarca ni se aprovecha y, de esta manera, las bodegas de los barcos tienen más espacio para acumular más cantidad de aletas. La cantidad de tiburones capturados para llenar una de estas bodegas es mucho mayor que si se tuviera que llenar las bodegas con el animal entero. Así, decenas de millones de tiburones mueren anualmente a causa de esta cruel práctica. Esto ha provocado que regiones como la Unión Europea hayan prohibido dicha práctica
La economía y el sustento de la especie humana, como depredador tope de la biosfera, está poniendo en peligro a los tiburones por medio de esta práctica.